# Challenger de Mestre 2016

El torneo XIV Venice Challenge Save Cup 2016 es un torneo profesional de tenis. Pertenece al ATP Challenger Series 2016. Se disputará su 3ª edición sobre superficie tierra batida, en Mestre, Italia entre el 16 al el 22 de mayo de 2016.

## Jugadores participantes del cuadro de individuales
| Favorito | País                 | Jugador                  | Rank1 | Posición en el torneo |
| -------- | -------------------- | ------------------------ | ----- | --------------------- |
| 1        | Bandera de Italia    | Paolo Lorenzi            | 53    | Semifinales           |
| 2        | Bandera de Serbia    | Dušan Lajović            | 70    | Cuartos de final      |
| 3        | Bandera de Argentina | Horacio Zeballos         | 90    | FINAL                 |
| 4        | Bandera de Portugal  | Gastão Elias             | 92    | CAMPEÓN               |
| 5        | Bandera de Francia   | Constant Lestienne       | 210   | Primera ronda         |
| 6        | Bandera de Portugal  | Frederico Ferreira Silva | 243   | Primera ronda         |
| 7        | Bandera de Canadá    | Steven Diez              | 247   | Primera ronda         |
| 8        | Bandera de Italia    | Salvatore Caruso         | 215   | Primera ronda         |

- 1 Se ha tomado en cuenta el ranking del 9 de mayo de 2016.

### Otros participantes
Los siguientes jugadores recibieron una invitación (wild card), por lo tanto ingresan directamente al cuadro principal (WC):
- Edoardo Eremin
- Gianluca Mager
- Stefano Napolitano
- Lorenzo Sonego

Los siguientes jugadores ingresan al cuadro principal tras disputar el cuadro clasificatorio (Q):
- Nicolás Jarry
- Marek Michalička
- Daniel Masur
- Danilo Petrović

## Campeones

### Individual Masculino
- Gastão Elias derrotó en la final a  Horacio Zeballos, 7–6(0), 6–2

### Dobles Masculino
- Fabrício Neis /  Caio Zampieri derrotaron en la final a  Kevin Krawietz /  Dino Marcan, 7–6(3), 4–6, [12–10]